# Mordellistena postdiscoidalis
Mordellistena postdiscoidalis es una especie de coleóptero de la familia Mordellidae. Presenta las siguientes subespecies: M. p. postdiscoidalis y M. p. longivittata.

## Distribución geográfica
Habita en Madagascar.